# المجلس الأمريكي للجمعيات العلمية
المجلس الأمريكي للجمعيات العلمية (ACLS) هو اتحاد خاص غير ربحي يضم 75 منظمة علمية في العلوم الإنسانية والعلوم الاجتماعية ذات الصلة، تأسس عام 1919. وهو معروف بمسابقات الزمالة التي توفر مجموعة من الفرص للباحثين في العلوم الإنسانية والعلوم الاجتماعية ذات الصلة في جميع مراحل حياتهم المهنية، من طلاب الدراسات العليا إلى الأساتذة المتميزين إلى الباحثين المستقلين، الذين يعملون مع عدد من التخصصات والمنهجيات في الولايات المتحدة والخارج.